# Kapaleh Ḩasan
Kapaleh Ḩasan (persiska: کپله حسن) är en ort i Iran.   Den ligger i provinsen Västazarbaijan, i den nordvästra delen av landet, 600 km väster om huvudstaden Teheran. Kapaleh Ḩasan ligger 1 408 meter över havet och antalet invånare är 233.
Terrängen runt Kapaleh Ḩasan är kuperad västerut, men österut är den platt.Runt Kapaleh Ḩasan är det ganska glesbefolkat, med 48 invånare per kvadratkilometer. Närmaste större samhälle är Piranshahr, 4,2 km väster om Kapaleh Ḩasan. Trakten runt Kapaleh Ḩasan består till största delen av jordbruksmark.